# Témoin assisté (droit français)
Pour les articles homonymes, voir Témoin (homonymie).
En droit français, le statut de témoin assisté a été introduit en 1987 et est encadré par la loi sur la présomption d'innocence (2000) : « c'est un statut intermédiaire entre celui de simple témoin et de mis en examen. Il offre certaines garanties par rapport au statut de simple témoin mais les éléments à charge sont moins lourds que pour une mise en examen ».

## Caractéristiques de la notion

### Sociologie juridique et politique
Avant la création du statut de témoin assisté, il n'existait que deux états : celui de témoin et celui d'inculpé (l'inculpation a été remplacée en 1993 par la « mise en examen »).
Ainsi, lorsque le procureur de la République délivrait un réquisitoire introductif contre une personne désignée, ou lorsqu'un tiers se prétendait victime des agissements d'une autre personne, le juge d'instruction, dans le cadre des droits de la défense, avait l'obligation d'inculper (mettre en examen) le suspect.
Or il pouvait arriver que la plainte soit portée dans un cadre de déstabilisation de la personne ainsi poursuivie :
- dépôt de plainte de dirigeants syndicaux contre le chef d'entreprise, à qui on reproche un délit d'entrave, ou au contraire du chef d'entreprise contre les dirigeants syndicaux en leur reprochant une séquestration, des menaces de mort, etc ;
- dépôt de plainte d'une entreprise qui attaque une autre entreprise pour la déstabiliser dans le cadre, par exemple, d'une OPA ou d'une fusion-absorption, avec reproches d'abus de biens sociaux ou de banqueroute ;
- dépôt de plainte frauduleux d'une femme abandonnée par son mari ou concubin qui porte plainte pour viol ou agression sexuelle afin d'obtenir la garde de l'enfant.

Ainsi les personnes nommément désignées étaient automatiquement inculpées, et parfois livrées à la vindicte populaire ou médiatique.
C'est pourquoi, à la place de l'inculpation, il a été décidé de créer ce statut intermédiaire de témoin assisté, qui permet de ne pas mettre en examen tout en offrant l'équivalent des droits de la défense.

### Droits du témoin assisté
Le code de procédure pénale déclare que les personnes à l’encontre desquelles il existe des indices graves et concordants d’avoir participé aux faits dont le juge d'instruction est saisi ne peuvent plus, depuis la création du statut de témoin assisté, être entendues comme simples témoins.
En conséquence, toute personne nommément visée par un réquisitoire introductif, ou faisant l'objet d'une plainte, ou mise en cause, contre laquelle existent de simples indices, sans justifier une mise en examen, ne peut être entendue que comme témoin assisté.
À la différence du simple témoin, le témoin assisté bénéficie du droit d'être assisté par un avocat qui est avisé préalablement des auditions et a accès au dossier de la procédure. Il peut demander à être confronté avec la ou les personnes qui le mettent en cause.
- Il peut agir en nullité contre des actes qu’il estimerait irréguliers.

Par contre, le témoin assisté n'a pas la faculté d'exercer des voies de recours contre les décisions du magistrat.
Le témoin assisté ne peut être placé sous contrôle judiciaire ou en détention provisoire, ni faire l'objet d'une ordonnance de renvoi ou de mise en accusation devant le tribunal correctionnel ou la cour d'assises. Toutefois, à tout moment de la procédure, le témoin assisté peut demander au juge d'instruction à être mis en examen et bénéficier ainsi de l'ensemble des droits de la défense. À l'issue des auditions, le juge peut également décider d'une mise en examen.
En pratique, le recours au statut de témoin assisté reste encore relativement limité. S'il est très utilisé en matière économique et financière ou en matière de mœurs [réf. nécessaire], il ne se substitue pas à la mise en examen pour les autres infractions. Il est notamment très peu utilisé pour la délinquance de voie publique (extorsions, vols avec violence, etc) ou les trafics de stupéfiants. C'est essentiellement dans les cas de plaintes avec constitution de partie civile que les juges d'instruction choisissent de recourir à ce statut.

### Source
- Articles 113-1 à 113-8 du code de procédure pénale.